# 巴伐利亚国家绘画收藏馆
巴伐利亚国家绘画收藏馆（德語：Bayerische Staatsgemäldesammlungen）主体位于慕尼黑，保存由巴伐利亚州持有的艺术收藏。其藏品包括绘画、雕塑、印刷品、摄影、录像艺术和装置艺术。这些藏品陈列在巴伐利亚多个陈列馆与博物馆中。

## 位于慕尼黑的馆舍
- 老绘画陈列馆
- 新绘画陈列馆
- 现代艺术陈列馆
- 沙克陈列馆
- 布兰德霍斯特博物馆